# 单角子宫
单角子宫（英語：Unicornuate uterus），是一类妇科发育障碍，系仅一侧副中肾管发育完全而形成。同侧可有发育正常的输卵管、卵巢。另一侧副中肾管未发育，输卵管、卵巢、肾脏亦常同时缺如。
患者月经及性生活可表现正常。可导致不孕、妊娠后可造成胎儿宫内发育迟缓、胎儿存活率低。妊娠产前检查时，胎儿向一侧突出，子宫呈囊状包裹胎体。子宫可偏向一侧。